# Paolo Camillo Marliani
Don Paolo Camillo Marliani (... – 1617) è stato un nobile italiano, patrizio milanese e primo conte di Busto Arsizio appartenente alla famiglia Marliani.

## Biografia
Figlio del patrizio milanese Pietro Antonio Marliani e di Cornelia Rajnoldi, Paolo Camillo nel 1573 acquistò il feudo di Busto Arsizio per 31 500 lire imperiali, dopo che per nove anni era rimasto in mano alla Camera Ducale, senza dunque la guida di un conte. A seguito di questo acquisto, gli fu conferito il titolo di conte, garantito dal fatto che il Marliani era discendente di una famiglia nobile, con il padre ascritto all'ordine dei senatori da Carlo V d'Asburgo e nominato consigliere segreto nel Ducato di Milano, poi magistrato ordinario nella Milano sotto Filippo II di Spagna. La madre era invece sorella di Giovanni Battista Rjnoldi, presidente del Senato milanese.
Paolo Camillo Marliani il 20 febbraio 1571 fu nominato Decurione a Milano, carica che mantenne fino alla morte, e lo stesso anno divenne Deputato della Veneranda Fabbrica del Duomo di Milano. Nel 1579 era Rettore del Luogo Pio della Misericordia a Milano e nel 1612 era Patrono del Collegio Marliani a Pavia, eretto dall'antenato Raimondo Marliani, giureconsulto milanese, per disposizione testamentaria.
Sposò Giulia Martinengo, appartenente alla famiglia dei conti di Orzivecchi, dalla quale ebbe sei figli (cinque maschi e una femmina).
Il padre di Paolo Camillo, Pietro Antonio, riuscì ad acquistare per conto del figlio il feudo di Busto Arsizio e il connesso titolo di conte il 12 marzo 1573. Paolo Camillo prese possesso del borgo di Busto Arsizio il 3 aprile 1573 dopo l'approvazione formale del re di Spagna e contestualmente ottenne il titolo di conte, che mantenne per più di quarant'anni fino a quando, nel settembre 1617, abdicò per trasferire il titolo al figlio Luigi Marliani.
A Paolo Camillo Marliani è intitolata una strada a Busto Arsizio, che arriva fino alla piazza Vittorio Emanuele II, sulla quale affaccia il palazzo Marliani-Cicogna, sede storica dei conti del borgo.

## Ascendenza
|                         |                         |                          | Genitori |  |  | Nonni          |  |  | Bisnonni          |  |
|                         |                         |                          |          |  |  | Paolo Marliani |  |  | Giovanni Marliani |  |
|                         |                         |                          |          |  |  | Paolo Marliani |  |  | Giovanni Marliani |  |
|                         |                         | ?                        |          |  |  | Paolo Marliani |  |  |                   |  |
| Pietro Antonio Marliani |                         |                          |          |  |  | Paolo Marliani |  |  |                   |  |
|                         |                         | Ippolita Landriani       | ?        |  |  |                |  |  |                   |  |
|                         |                         | Ippolita Landriani       | ?        |  |  |                |  |  |                   |  |
|                         |                         | Ippolita Landriani       | ?        |  |  |                |  |  |                   |  |
| Paolo Camillo Marliani  |                         | Ippolita Landriani       |          |  |  |                |  |  |                   |  |
|                         | Giovan Giacomo Rajnoldi | Filippo Antonio Rajnoldi |          |  |  |                |  |  |                   |  |
|                         | Giovan Giacomo Rajnoldi | Filippo Antonio Rajnoldi |          |  |  |                |  |  |                   |  |
|                         | Giovan Giacomo Rajnoldi | Lucia Morosini           |          |  |  |                |  |  |                   |  |
| Cornelia Rajnoldi       | Giovan Giacomo Rajnoldi |                          |          |  |  |                |  |  |                   |  |
|                         |                         | Elena Ghillia            | ?        |  |  |                |  |  |                   |  |
|                         |                         | Elena Ghillia            | ?        |  |  |                |  |  |                   |  |
|                         |                         | Elena Ghillia            | ?        |  |  |                |  |  |                   |  |
|                         |                         | Elena Ghillia            |          |  |  |                |  |  |                   |  |